# Issai Schur
Issai Schur (Mogilev, 10 de enero de 1875- Tel Aviv 10 de enero de 1941) fue un matemático judío-alemán, especializado en teoría de grupos, combinatoria y física teórica.

## Semblanza
Schur estudió en Berlín, doctorándose en 1901 y convirtiéndose en profesor en 1903. Tras una estancia en Bonn, llegaría a catedrático en 1919.
Se consideraba alemán antes que judío, incluso a pesar de haber nacido en el Imperio Ruso, en lo que hoy en día es Bielorrusia,  y haber sido criado en parte en Letonia. Por ello declinó invitaciones para dejar Alemania y marchar a los Estados Unidos y Reino Unido en 1934. Sin embargo perdió su puesto en 1935 y, por instigación de Ludwig Bieberbach (que previamente había apoyado a Schur ante el trato dado por el régimen nazi), tuvo que dejar la Academia Prusiana de las Ciencias en 1938. Terminó emigrando al Mandato Británico de Palestina al año siguiente y vivió sus últimos años en la pobreza. Murió en Tel Aviv en sus sexagésimosexto cumpleaños.
Como estudiante de Frobenius, trabajó en representaciones de grupo, por lo que es principalmente conocido, pero también en combinatoria y física teórica. Son particularmente relevantes la Descomposición de Schur y el Lema de Schur.
Schur fue a su vez profesor de varios estudiantes conocidos como Richard Brauer, B. H. Neumann, Heinz Prüfer y Richard Rado.
Fue miembro extranjero de la Academia de las Ciencias de Rusia.
Schur publicó artículos científicos bajo los nombres de I. Schur y J. Schur, (este último especialmente en Journal für die reine und angewandte Mathematik), lo que ha llevado a cierta confusión.